# Río Huemules (vattendrag i Chile, Región de Aisén, lat -47,63, long -73,67)
Río Huemules är ett vattendrag i Chile.   Det ligger i regionen Región de Aisén, i den södra delen av landet, 1 600 km söder om huvudstaden Santiago de Chile.
Omgivningen kring Río Huemules består i huvudsak av gräsmarker. Området är nästan obefolkat, med mindre än två invånare per kvadratkilometer.